# New Jungle Orchestra
New Jungle Orchestra eller Pierre Dørge & New Jungle Orchestra er et dansk jazzorkester, der blev blev dannet i 1980. Gruppen var statsensemble fra 1993-1996.
Orkestret er opkaldt efter den legendariske knurrende "jungle" -lyd fra det tidlige Duke Ellington Orchestra. Andre store jazzpåvirkninger er ifølge orkestret selv blandt andre Don Cherrys gruppe, Charles Mingus, Gil Evans og Carla Bley samt desuden en lang række ikke-vestlig musik.
Orkestret beskriver selv deres musik som “(...)”Verdensmusik” i udtrykkets bogstaveligste forstand.”

## Dansk statsensemble 1993-1996
Fra 1993-96 var New Jungle Orchestra udnævnt af kulturministeren til ”Det Danske Statsensemble” hvor de repræsenterede Danmark og rejste med den danske kongefamilie.

### Lineup 2021[2]
- Gunnar Halle: trompet
- Jakob Mygind: saxofoner
- Anders Banke: bas clarinet & saxofon
- Kenneth Agerholm: basun
- Irene Becker: piano & synthesizer
- Thommy Andersson: bas
- Ayi Solomon: percussion
- Martin Andersen: trommer
- Pierre Dørge: dirigent & guitar

## Diskografi
Orkestret har i perioden 1980-2020 udgivet 27 albums.

## Refernmcer
1. 1 2 3  About – New Jungle Orchestra
2. ↑  Lineup – New Jungle Orchestra
3. ↑  Dicscography – New Jungle Orchestra